# 軍威呉氏
軍威呉氏（クヌィオし、朝鮮語: 군위오씨）は、朝鮮の氏族の一つ。本貫は大邱広域市軍威郡である。2015年の調査では、26,949人である。
始祖は、新羅の智証王時代に中国から新羅に渡来した呉瞻を先祖に持つ同福呉氏の始祖の呉賢佐の息子の呉淑貴である。
現在は済州島に多い。2015年の統計によると17,243人が済州特別自治道に居住している。

## 集姓村
- 済州道西帰浦市
- 済州道南済州郡安徳面倉川里
- 済州道南済州郡城山邑蘭山里
- 済州道南済州郡城山邑新楓里
- 済州道北済州郡旧左邑細花里
- 済州道北済州郡旧左邑下道里
- 済州道北済州郡旧左邑漢東里[3]